# Stanisław Chwirot
Stanisław Chwirot (ur. 24 października 1950 w Bydgoszczy, zm. 21 kwietnia 2020) – polski profesor fizyki atomowej, biofizyki i mechaniki kwantowej.

## Życiorys
W 1968 roku ukończył I Liceum Ogólnokształcące w Bydgoszczy. Następnie podjął studia fizyczne na Uniwersytecie Mikołaja Kopernika w Toruniu, które ukończył w roku 1973. Sześć lat później obronił doktorat zatytułowany Zastosowanie rezonansu magnetycznego w badaniach zjawisk magneto-mechanicznych. W 1989 uzyskał habilitację za rozprawę pt. Badania nieelastycznych zderzeń elektron-atom wodoru. Tytuł profesora otrzymał w roku 1998.
Był członkiem PTFiz. Pracował na Uniwersytecie w Stirling oraz w St. Patrick's College w Maynooth (1985–1987). W latach 2008–2016 był dziekanem Wydziału Fizyki, Astronomii i Informatyki Stosowanej UMK. Jego specjalnością była wytwarzanie i ewolucja spójności stanów atomowych i badanie procesów ultrasłabej luminescencji z układami biologicznymi.
Zmarł 21 kwietnia 2020.

## Prace badawcze
- Koincydencyjne badania procesu wzbudzenia elektronami atomów kadmu do pierwszego stanu singletowego typu P (2001)

## Wybrane publikacje
- Magnetic Angle Changer – new device allowing extension of electron-photon coincidence measurements to arbitrarily large electron scattering angles, Meas. Sci. Technol. 18, 3801-3810
- Coincidence investigation of inelastic electron-atom collisions with magnetic selection of scattering angle – feasibility study, Eur. Phys. J. Special Topics, 144, 173-177

## Odznaczenia
- Nagroda Ministerstwa Nauki, Szkolnictwa Wyższego i Techniki (1982)
- Nagroda Ministerstwa Edukacji Narodowej (1993)